# Митино (Сафоновський район)
Ми́тино (рос. Митино) — присілок Сафоновського району Смоленської області Росії. Входить до складу Прудківського сільського поселення.
Населення — 1 особа (2007 рік).